# キム・ミンソ (1984年生の女優)
キム・ミンソ (김민서、1984年3月16日 - ) は、韓国の女優。
1984年ソウルに生まれる。
2008年24歳になってキム・ミンソの名で芸能界に再デビューし、SBSの連続ドラマ『愛してる』に端役で出演する。その後2010年に助演として連続ドラマ2作に出演し、2011年にはKBSの連続ドラマ『童顔美女』にヒロインの上司役で出演した。この年は他に2本の単発ドラマに出た。2012年は連続ドラマ2作『太陽を抱く月』と『7級公務員』に出演している。 
檀国大学校演劇映画学科卒業。身長166cm、体重47kg。所属事務所はキーイースト。

## 出演作品

### テレビドラマ
- 愛してる - 사랑해（2008年、SBS） - アヨン役 [3] [4]
- 赤と黒 - 나쁜남자（2010年、SBS） - チェ・ソニョン役
- トキメキ☆成均館スキャンダル - 성균관 스캔들（2010年、KBS） - チョソン役
- 大丈夫、パパの娘だから（2010年-2011年、SBS） - パク・ダビン役
- 童顔美女 - 동안미녀（2011年、KBS） - カン・ユンソ役
- ヒューマン・カジノ - 휴먼 카지노（2011年、KBS） - ソ・ジョンソン役
- ソギョン市体育会構造調整ビハインド・ストーリー - 서경시 체육회 구조조정 비하인드 스토리（2011年、KBS） - 主演 チョン・セヨン役
- 太陽を抱く月 - 해를 품은 달（2012年、MBC） - ユン・ボギョン役
- 7級公務員 - 7급 공무원（2013年、MBC） - シン・ソンミ役
- 事件番号113 - 사건번호 113（2013年、SBS） - スンジュ役
- グッド・ドクター - 굿 닥터（2013年、KBS） - ユ・チェギョン役
- バラ色の恋人たち - 장미빛 연인들（2014年、MBC） - ペク・スリョン役
- 華政 - 화정（2015年、MBC） -  昭容趙氏役
- アトリエSTORY シーズン2 - 아틀리에 STORY 시즌2（2015年、skyA&C） - チネン役
- 交渉人～テロ対策特捜班～（2016年、tvN） - イ・ジュウン役
- アイムソーリー カン・ナムグ - 아임쏘리 강남구（2016年-2017年、SBS） - チョン・モア役
- 魔女の法廷（2017年、KBS） - ホ・ユンギョン役

### 映画
- ファイティング・ファミリー - 화이팅 패밀리 (2012年)
- 殺人者 - 살인자 (2014年) ミヒ役